# Phytocoris fulvipennis
Phytocoris fulvipennis är en insektsart som beskrevs av Knight 1928. Phytocoris fulvipennis ingår i släktet Phytocoris och familjen ängsskinnbaggar. Inga underarter finns listade i Catalogue of Life.